# Offene gesellschaftliche Innovation
Offene gesellschaftliche Innovation (OGI) bezeichnet die Adaption und Nutzung geeigneter betriebswirtschaftlicher Open-Innovation-Ansätze zur Lösung gesellschaftlicher Herausforderungen durch Staat und Gesellschaft.
Moderne Informations- und Kommunikationstechnologien (IKT), allen voran Internettechnologien wie Web 2.0, Social Media und mobile Anwendungen spielen als Katalysatoren von (offenen) Innovationsprozessen eine wesentliche Rolle.

## Geschichte
Der Begriff Open Societal Innovation (Open Societal Innovation) stammt aus der Seealemannischen Definition, die im Rahmen des IBH-Projektes "E-Society Bodensee 2020" erarbeitet wurde.

## Definition
Offene gesellschaftliche Innovation steht für die nachhaltige Freisetzung der Innovationskraft sämtlicher gesellschaftlicher Akteure. Ihr Ziel ist die strategische Nutzung und Stabilisierung der Innovationskraft der Gesellschaft als Ganzes. Basierend auf dem Prinzip der offenen Innovation können entsprechende betriebswirtschaftliche Ansätze zur Lösung gesellschaftlicher Fragen eingesetzt werden und generieren dadurch Innovation in Gesellschaft, Politik und öffentlicher Verwaltung.

### Offenheit
Unter „Offenheit“ wird hierbei die soziokulturelle Bereitschaft zur Öffnung, zum Dialog und zur Lernfähigkeit verstanden. Strategische Offenheit unterstreicht den strategischen Willen zur thematischen Offenheit, zur Ergebnisoffenheit, zur Prozessoffenheit und damit zur offenen Staatskunst in offenen Strukturen bei einem gleichzeitigen Verzicht auf Exklusivität. Die operative Offenheit erfasst den tatsächlichen Willen, Bürgerorientierung und die eher technisch geprägten Ansätze wie offene Daten, offene Informationen und offenes Wissen auch zuzulassen.

### Akteure: Bürger und Staat
Eine Öffnung von Innovationsprozessen setzt eine Teilnahme interessierter Akteure voraus. Allerdings geht es dabei nicht (primär) um Repräsentativität und Teilnahme im politischen Sinne, sondern darum Impulse sämtlicher Beteiligter, Interessierter und (potentiell) Betroffener im Innovationsprozess aufzugreifen.
Gründe für staatliche Akteure können große politische oder ethische Überlegungen wie Erhöhung der Integration, verstärkte Partizipation oder politische Legitimation sein. Auch Förderung von Akzeptanz oder Abbau von sozialen Ungleichgewichten sind ebenso Gründe wie praktische Überlegungen zur Schonung der Ressourcen und des Haushaltsbudgets, gemeinsames Finden von Lösungen und deren Umsetzung oder Informationen über Mängel und Anliegen. Bürger wiederum engagieren sich, um sich in ihrer Kommune einzubringen oder mitentscheiden zu können.

### Offene gesellschaftliche Innovation in der Verwaltung
Unter bestimmten Bedingungen sind die Konzepte offener Innovation auf den öffentlichen Sektor selbst übertragbar und können so zur Modernisierung beitragen. Die eigene Innovationskraft ist für die öffentliche Verwaltung aufgrund ihrer sich schnell wandelnden und vielfältigen Aufgaben bedeutsam und kann durch die strategische Nutzung der Innovationskraft ihrer Außenwelt, etwa durch Behörden, Wirtschaft, Bürger, Verbände und Politik vergrößert werden. Diesbezüglich besteht eine sehr enge Verwandtschaft mit dem Begriff Open Government (offenes Regierungs- und Verwaltungshandeln).

## Phasen und Werkzeugklassen zur offenen gesellschaftlichen Innovation
In Innovationsprozessen gibt es unterschiedliche Phasen, die unterschiedliche Zielsetzungen aufweisen. Der Beginn ist meist durch Ideengewinnung und -konkretisierung gekennzeichnet, dann folgen Konzeptdefinition, Konzeptbewertung sowie -selektion und schließlich eine Markteinführung neuer Produkte. Diese sind auch in Prozessen offener gesellschaftlicher Innovation beobachtbar.
Der Interaktionsgrad der Beteiligten in OGI-Prozessen kann sich deutlich unterscheiden. So beschreibt Kommunikation nur eine Verständigung untereinander, wohingegen Kollaboration das Zusammenwirken im Team um Ziele zu erreichen umfasst.
Für alle Phasen und Interaktionsgrade können passende Ansätze und Vorgehensweisen gefunden werden, wie beispielsweise durch bestimmte Veranstaltungsformate oder auch Online-Werkzeuge, die offene Innovationsprozesse in Gesellschaft, Politik und Verwaltung ermöglichen und unterstützen und somit Katalysatoren für diese Prozesse darstellen. Diese können anhand ihrer Merkmale bestimmten Klassen zugeordnet werden:
- (1) Ideen: Werkzeuge zum gemeinsamen Sammeln und Bewerten von Ideen und Vorschlägen
- (2) Problemsammlung: Werkzeuge zum Sammeln und Bewerten von Problemen, Schäden, Herausforderungen und Beschwerden
- (3) Problemlösung: Werkzeuge zur Lösung konkreter Probleme durch große, verteilte Gruppen und Expertennetzwerke
- (4) Design: Werkzeuge zur gemeinsamen Gestaltung von Objekten und Artefakten
- (5) Innovationsmanagement: Unterstützung des gesamten Innovationsprozesses, von der Ideengenerierung über die Konzeption bis zur Umsetzung
- (6) Daten: Plattformen zur einheitlichen Zusammenführung, Bereitstellung und Analyse von Daten
- (7) Zukunftsfragen: Methoden, Prozesse und Werkzeuge zur langfristigen und strategischen Zukunftsforschung
- (8) Soziale Medien: Werkzeuge zur gemeinsamen Erstellung, Bewertung, Kommentierung und Verbreitung medialer Inhalte

## Vorteile von offener gesellschaftlicher Innovation
Ideen und konstruktive Vorschläge der Bürger können besser wahrgenommen, unterstützt und umgesetzt zu werden. Gelebte Partizipation kann zum Abbau von Politikverdrossenheit und zur stärkeren Identifizierung mit den gefundenen Ergebnissen beitragen. Auch wenn nicht jeder Vorschlag berücksichtigt werden kann, lässt sich über einen offenen Diskurs auch die Legitimität der im Anschluss getroffenen Entscheidung erhöhen. Zudem bedeutet eine Erweiterung des Kreises an Innovatoren auch eine Demokratisierung von Staat, Verwaltung und Gesellschaft nach innen und nach außen. Durch OGI entsteht ein Zugang zu verteiltem und implizitem Wissen sowie zu Bedürfnisinformationen von Bürgern, Wählern und Verwaltungsmitarbeitern.

## Nachteile von Offener Gesellschaftlicher Innovation
Eine zunehmende Masse an Vorschlägen und Empfehlungen, die über digitale Wege erst ermöglicht wurden, sorgen möglicherweise für eine Überforderung bestehender (papierbasierter) Strukturen und Stellen zur Koordination und Lösung gesellschaftlicher Probleme. Damit verbunden ist ein zusätzlicher Aufwand an Personal, Zeit und Kosten. Bestehende Meinungsmultiplikatoren und Politikakteure fürchten einen Bedeutungsverlust, sollten neue Akteure erfolgreich eigene Akzente setzen.
Eine Gefahr der zunehmenden Politikverdrossenheit besteht, wenn Vorschläge oder Beiträge nicht bzw. nur unregelmäßig und ungleichmäßig wahrgenommen oder umgesetzt werden und so das Gefühl einer Scheinpartizipation entsteht.
Zudem besteht bei offener gesellschaftlicher Innovation immer die Gefahr, dass der Ansatz von Dritten bewusst missbraucht wird, um Staat, Verwaltung und Gesellschaft zu schädigen. Gerade internetbasierte Ansätze und Formate können bezahlte Provokateure für ihre Beiträge und Forderungen nutzen, aber auch gut organisierte Interessensgruppen können diese für ihre eigenen Zwecke instrumentalisieren.

## Verweise
- The Open Societal Innovation Toolbox